# Sacca Fisola

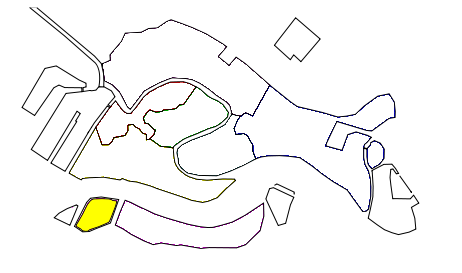
Poziţia insulei Sacca Fisola în Veneţia

Sacca Fisola este o insulă artificială în Laguna Venețiană din nordul Italiei. Ea adăpostește o zonă rezidențială modernă.
Insula a fost amenajată în anii 1960 prin asanarea unor ghioluri pre-existente și este, prin urmare, ca și alte sacca, o insulă artificială.
Ea găzduiește un cartier popular de construcție relativ recentă (anii 1970) și nu conține monumente sau clădiri de o importanță arhitecturală deosebită. Biserica San Gerardo este din beton armat, fără decorațiuni speciale. În interior, pe peretele din spatele altarului mare, se află o pictură murală de circa 160 m² cu tema "Învierea lui Cristos și comuniunea sfinților" (realizată în 1964 de pictorul venețian Ernani Costantini).
Aici se află, printre altele, un centru sportiv (cu terenuri de tenis și de fotbal, plus piscina comunală), frecventată de un număr mic de locuitori ai Veneției.

## Geografie
Sacca Fisola se învecinează în partea de est cu insula Giudecca - de care este conectată printr-un pod - și înspre vest este conectată printr-un pod lung de o altă insulă artificială, Sacca San Biagio, care este rezultatul acumulării deșeurilor din orașul Veneția și unde exista în anii '50-'80 un incinerator care a fost demolat. 
Insula are o suprafață de 0,1807 km2 și avea la 16 februarie 2008 o populație de 1.530 de locuitori. Ea este mărginită la nord de Canalul Giudecca, la est de Canale dei Lavraneri, la sud de Canale San Biagio și la vest de Sacca San Biagio.
Aici se află o piscină publică.

## Festivaluri și evenimente
În fiecare joi pe insulă este zi de piață.

## Sociologie
Insula este cunoscută pentru înclinațiile comuniste ale electoratului său.

## Imagini

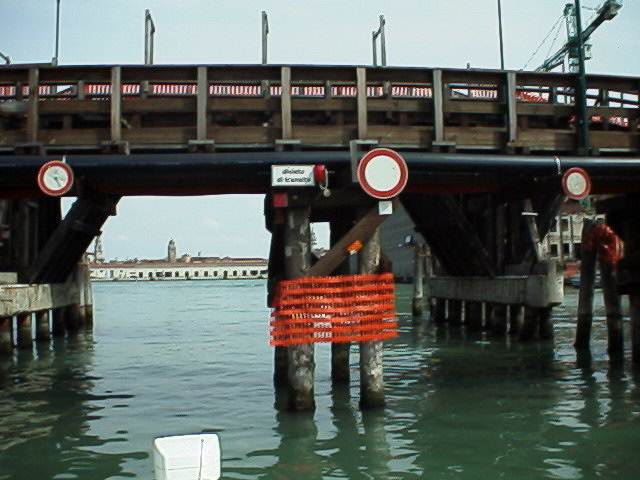
Pod ce leagă Sacca Fisola de Giudecca
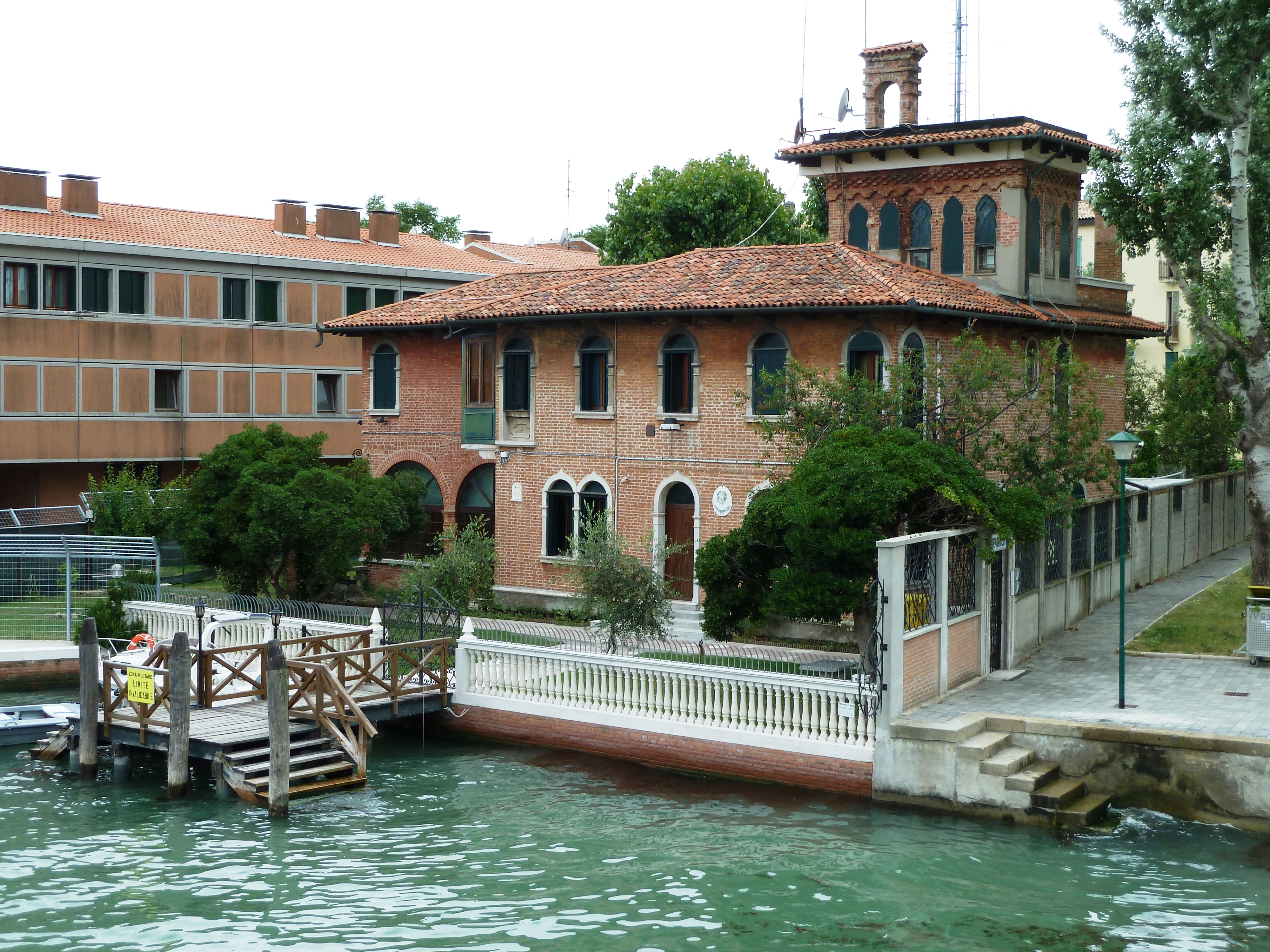
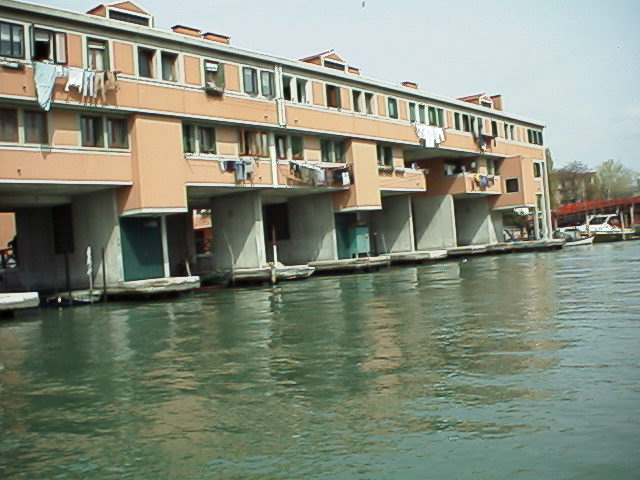
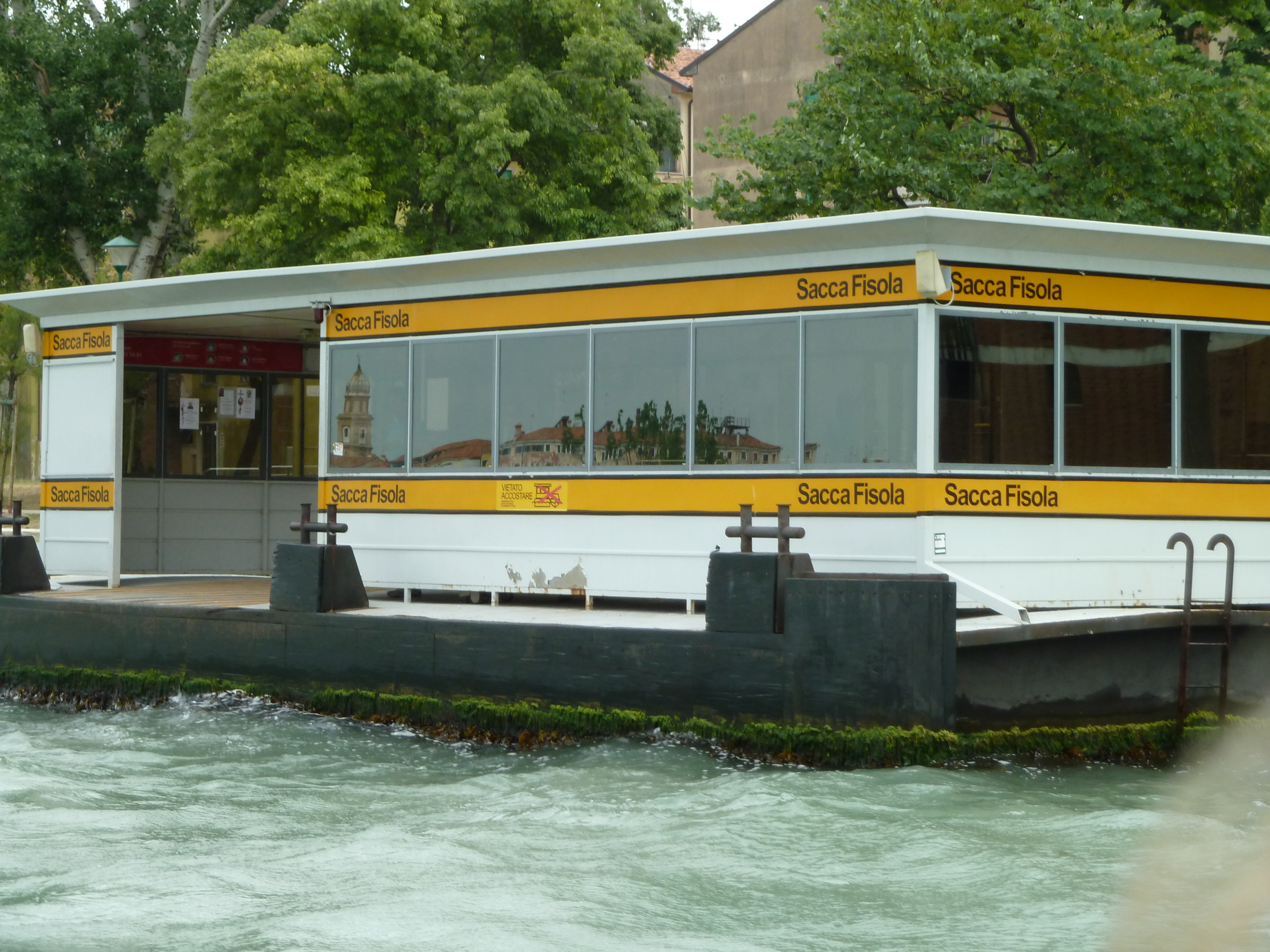
Debarcader